# Castelnau-d'Auzan
Pour les articles homonymes, voir Castelnau.
Castelnau d'Auzan (Castèthnau d'Eusan en gascon) est une ancienne commune du Gers. Le 1er janvier 2016, elle fusionne avec la commune de Labarrère pour former la commune nouvelle de Castelnau-d'Auzan-Labarrère. 
Ses habitants sont appelés les Auzanais.

## Géographie

### Localisation
La commune de Castelnau-d'Auzan se situe dans le canton de Montréal et dans l'arrondissement de Condom, immédiatement au nord d'Eauze dans le nord-ouest du département du Gers. Elle se trouve à 10 km de Montréal, 25 km de Condom et 63 km d'Auch. Elle est à la fois frontalière avec les départements des Landes et de Lot-et-Garonne. Historiquement, la commune fait partie de l'Eauzan.

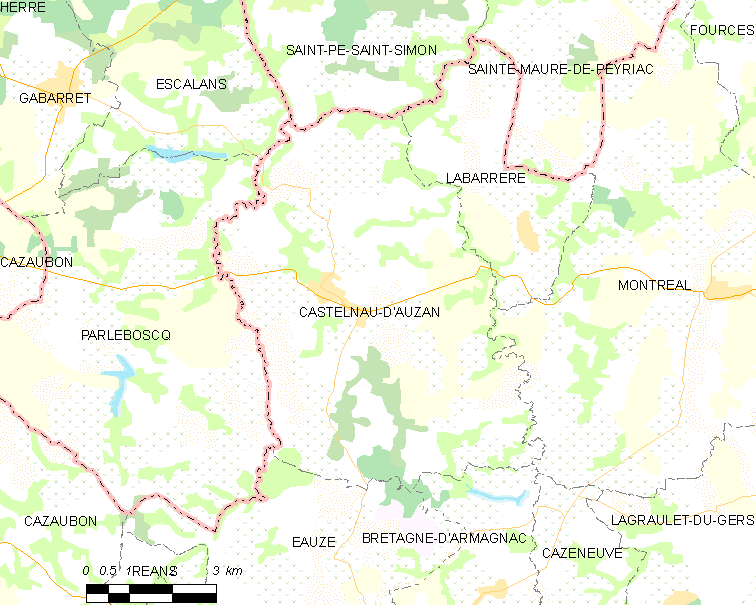
Situation de Castelnau-d'Arzan.

### Communes limitrophes
| Escalans (Landes)   | Saint-Pé-Saint-Simon (Lot-et-Garonne) | Labarrère (Castelnau d'Auzan Labarrère) |
| Parleboscq (Landes) | Castelnau-d'Auzan                     | Montréal                                |
|                     | Eauze                                 | Bretagne-d'Armagnac                     |

### Géologie et relief
Le relief de Castelnau-d'Auzan est constitué d'un plateau divisé par plusieurs petites vallées.
Les sols de la région sont de nature sableuse, de types sables fauves ou sables des landes, tous deux de l'époque du miocène. Des dépôts marins sableux de l'helvétien et du tortonien sont venus s'y superposer sur la majeure partie du territoire de la commune.
Castelnau-d'Auzan se situe en zone de sismicité 2 (sismicité faible).

### Hydrographie
La petite ville est bordée par deux ruisseaux : la Gélise et l'Izaute, qui sont également les frontières naturelles avec les départements des Landes et de Lot-et-Garonne. La commune possède de nombreux affluents : Ruisseau du Coucut, de Caillauvert, de Herré, de Vidalon, de la Bartuche, de la Motte, de Lichail.

### Voies de communication et transports

#### Voies routières
Castelnau-d'Auzan est traversée par :
- la D 15 en provenance de Parleboscq à l'ouest et en direction de Labarrère à l'est ;
- la D 43 en provenance de Saint-Pé-Saint-Simon au nord et en direction d'Eauze au sud.

## Toponymie
Le nom Castelnau-d'Auzan signifie "château neuf dans le pays d'Eauze".

## Histoire
Les environs de la Gélise et de l'Izaute ont livré de nombreux vestiges préhistoriques (paléolithique, néolithique et chalcolithique), prouvant la présence de l'homme à ces époques. Au Jaulé, un couteau biface a été trouvé en 1868 et plusieurs haches et autres outils en 1918. Des fragments de tuiles et de poteries au lieu-dit Pichegu prouvent une présence durant l'antiquité.

## Politique et administration

### Liste des maires
| Période                                  | Période  | Identité         | Étiquette | Qualité     |
| ---------------------------------------- | -------- | ---------------- | --------- | ----------- |
| 1959                                     | 1970     | Jean Desangles   |           |             |
| 1970                                     | 1977     | Daniel Broca     |           |             |
| 1977                                     | 2001     | Georges Lalanne  | DVG       |             |
| 2001                                     | En cours | Philippe Beyries | DVD       | Agriculteur |
| Les données manquantes sont à compléter. |          |                  |           |             |

## Population et société

### Démographie
| 1793  | 1800  | 1806  | 1821  | 1831  | 1841  | 1846  | 1851  | 1856  |
| ----- | ----- | ----- | ----- | ----- | ----- | ----- | ----- | ----- |
| 1 285 | 1 815 | 1 825 | 1 516 | 1 665 | 1 629 | 1 658 | 1 684 | 1 680 |

| 1861  | 1866  | 1872  | 1876  | 1881  | 1886  | 1891  | 1896  | 1901  |
| ----- | ----- | ----- | ----- | ----- | ----- | ----- | ----- | ----- |
| 1 827 | 1 842 | 1 800 | 1 792 | 1 871 | 1 809 | 1 831 | 1 964 | 1 891 |

| 1906  | 1911  | 1921  | 1926  | 1931  | 1936  | 1946  | 1954  | 1962  |
| ----- | ----- | ----- | ----- | ----- | ----- | ----- | ----- | ----- |
| 1 885 | 1 660 | 1 573 | 1 625 | 1 619 | 1 459 | 1 382 | 1 326 | 1 295 |

| 1968  | 1975  | 1982  | 1990  | 1999  | 2005  | 2010  | 2013  | - |
| ----- | ----- | ----- | ----- | ----- | ----- | ----- | ----- | - |
| 1 291 | 1 207 | 1 109 | 1 062 | 1 036 | 1 085 | 1 067 | 1 047 | - |

Comme tant d'autres villages, la commune est touchée par l'exode rural.

### Manifestations culturelles et festivités
- Lundi de Pâques : vide grenier toute la journée et course landaise.
- Avant-dernier week-end de juillet : fêtes locales avec repas, concerts, course landaise, vide grenier, concours de quilles, pétanque.
- 1er week-end d'août : fêtes d'Arèch avec repas, bals et nombreuses animations.
- 3e week-end d'août : fêtes d'Houeillères, repas, bals et nombreuses animations.

### Sports
- Arène pour la course landaise.
- Randonnées pédestres ou en VTT, jeux traditionnels : jeu de quilles au maillet et jeu de palets gascon, course landaise, battage à l'ancienne, fêtes locales, gastronomie.
- Un centre de loisirs propose aux enfants des activités individuelles et collectives, atelier nature, sorties à thèmes durant toutes les vacances scolaires.
- Base de loisirs avec ses nombreuses activités : piscine, pataugeoire, tennis, lac de pêche, aire de jeux pour enfants, parcours de santé, parcours de randonnée, terrain de pétanque, terrain de beach-volley, ping-pong, aire de pique-nique.
- Équitation.

## Économie
- Production d'Armagnac[9].

## Culture locale et patrimoine

### Lieux et monuments
- Mairie.
- Anciens chais d'armagnac.

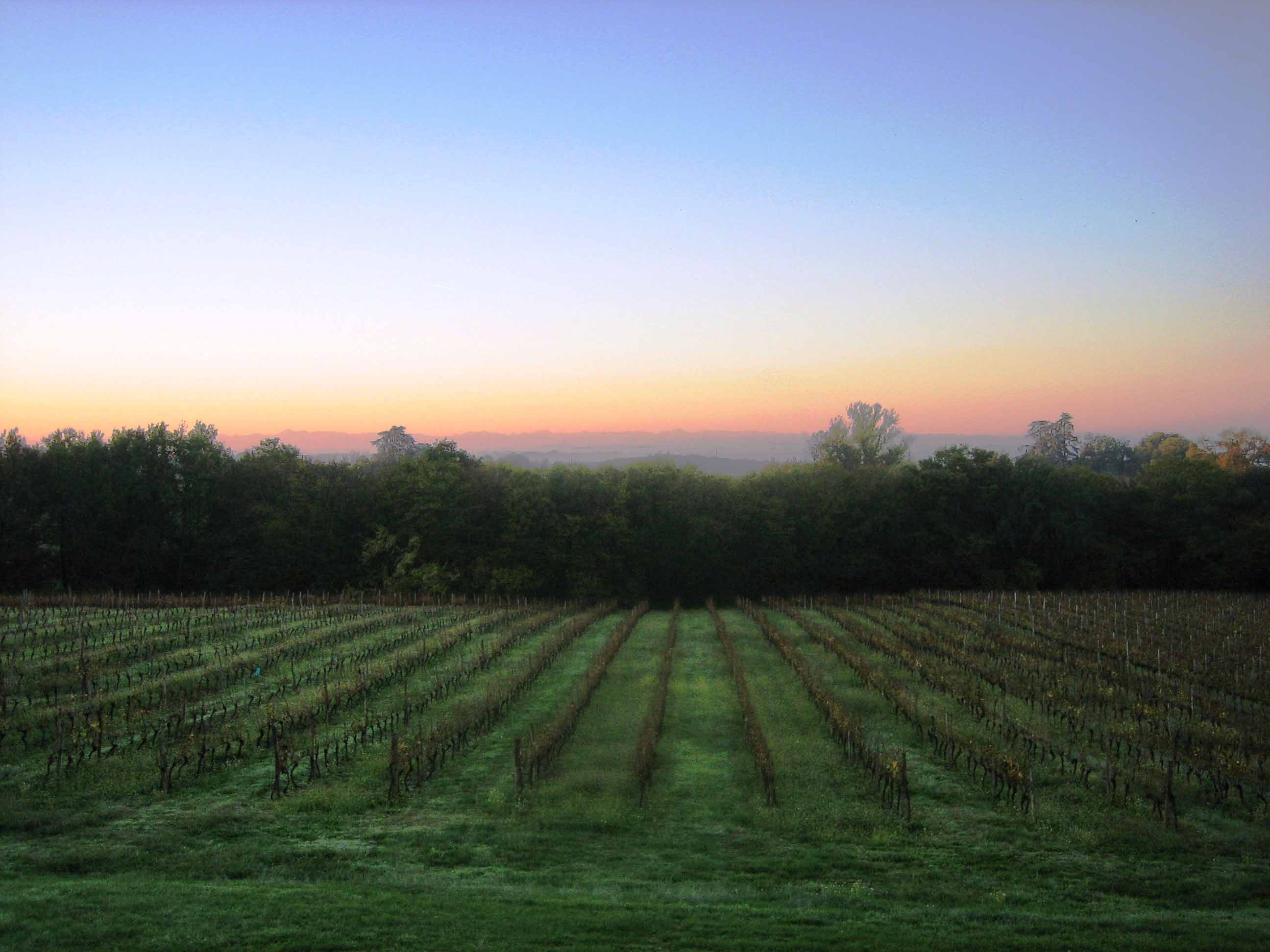
Les vignes du village.

- L'église Sainte-Marie-Madeleine, de style néogothique du XIXe siècle, est située au centre de Castelnau. Aujourd'hui, elle est un des seuls vestiges avec la place à cornières qui ait résisté au temps. Son clocher a été récemment restauré. Elle est éclairée d'un vitrail représentant la synagogue (XIXe siècle) à droite de l'autel en opposition, à gauche, au vitrail représentant l'église.
- L'église Saint-Jean-de-Béziey est une église rurale du XIe siècle située à l'orée d'un bois en bordure de la Gélise. Elle était également réputée pour sa source miraculeuse pour les yeux. C'est le monument le plus ancien de Castelnau.
- L'église Saint-Martin-d'Arèch est un site historique classé, daté du XVe siècle. Elle se dresse au milieu du plateau et se distingue par son clocher cylindrique.
- L'église Saint-Laurent de Rieupeyroux est un autre témoignage de l'ancienne vitalité du secteur de Houeillères. Elle se distingue par sa croix forgée.
- L'église Notre-Dame-de-Pibèque de Bouyre est un centre de pèlerinage régional. L'église actuelle, de style XVe siècle finissant, en pierre d'Angoulême tient du bijou architectural, mais un bijou sans faste, d'une grande pureté de lignes, pleinement accordé à son cadre champêtre. L'ensemble dû à l'architecte Dubarry de Lasalle et aux bons soins d'une pieuse dame : Juliette Gairal date de 1898 et a remplacé la modeste chapelle   qui se trouvait un peu plus bas, vers la source miraculeuse réputée pour soigner les rhumatismes.

### Personnalités liées à la commune
- Joseph-Nicolas Barbeau du Barran (1761-1816) : homme politique né à Castelnau d'Auzan ;
- Henri de Mibielle (1841-1910) : général né à Castelnau d'Auzan.

### Héraldique
| Blason | Blasonnement : D'azur au château d'argent, ouvert, ajouré et maçonné de sable; au chef cousu de sable plain . |